# Pembine, Wisconsin
Pembine là một thị trấn thuộc quận Marinette, tiểu bang Wisconsin, Hoa Kỳ. Năm 2010, dân số của thị trấn này là 866 người.